# Símbolos patrios de Panamá
Los símbolos de la Nación Panameña, también conocido como los "símbolos patrios", son los elementos representativos de la República de Panamá. Son reconocidos tanto a nivel nacional como a nivel extranjero como sinónimos tanto de Panamá como de la nacionalidad panameña.

El origen del término proviene del artículo 6 de la Constitución Nacional de Panamá de 1941: 
Son símbolos de la Nación: el Himno, la Bandera y el Escudo de Armas. Además de este enunciado, por ejemplo en la Constitución Nacional de Panamá de 1946 en su Artículo 6 muestra lo siguiente: Son símbolos de la Nación: el himno, la Bandera y el Escudo de Armas adoptados con anterioridad al año de 1941. 
Esto da a entender que tanto la segunda versión de la Bandera de Panamá, el Escudo de Armas y el Himno Nacional fueron oficialmente reconocidos antes de ese año y se ratifican en 1941. El Águila Harpía fue declarada Ave Nacional de la República de Panamá según Ley 18 del 10 de abril de 2002 también hay otros elementos gráficos que son la Mola, la Flor del Espíritu Santo, el Balboa, la pollera, el Árbol Panamá, el Águila Arpía, torre de Panamá Viejo, Puente de las Américas, Puente Centenario y otros. 

## Símbolos Oficiales
Los símbolos oficiales son los referidos por la ley 34 de 15 de diciembre de 1949 según quedó modificada por la Ley 2 de 23 de enero de 2012 en un texto único. Esta última Ley crea la Comisión Nacional de los Símbolos de la Nación Panameña, que se establece por el Decreto Ejecutivo n.º 824 de 11 de septiembre de 2012.

Bandera Nacional
Escudo de Armas

## Elementos representativos de la nación panameña
Son considerados como Elementos de la Nacionalidad Panameña
- Flor del Espíritu Santo (Peristeria elata) (flor nacional).
- La Pollera (traje típico nacional).
- Balboa (moneda).
- Águila arpía (ave nacional).
- Árbol Panamá (árbol nacional) "(Sterculia apetala)".
- Himno de Panamá
- Bandera de Panamá
- Escudo Nacional de Panamá